# El Carmen, Cacahoatán
El Carmen är en ort i Mexiko.   Den ligger i kommunen Cacahoatán och delstaten Chiapas, i den sydöstra delen av landet, 900 km sydost om huvudstaden Mexico City. El Carmen ligger 661 meter över havet och antalet invånare är 781.
Terrängen runt El Carmen är kuperad åt sydväst, men åt nordost är den bergig. Runt El Carmen är det tätbefolkat, med 397 invånare per kvadratkilometer. Närmaste större samhälle är Tapachula, 17,3 km sydväst om El Carmen. I omgivningarna runt El Carmen växer huvudsakligen savannskog.